# Atizapán de Zaragoza
Atizapán de Zaragoza är en kommun i Mexiko. Den ligger i delstaten Mexiko, i den centrala delen av landet, cirka strax  norr om huvudstaden Mexico City. Kommunen ingår i Mexico Citys storstadsområde och hade 489 937 invånare vid folkmätningen 2010, varav 489 160 bor i Ciudad Lopez Mateos.